# Stazione di terra di Redu
La stazione di terra di Redu è una stazione di terra della rete ESTRACK dell'Agenzia Spaziale Europea per la comunicazione con i satelliti in orbita. È gestita dal Centro europeo per le operazioni spaziali.
La stazione fornisce capacità di tracciamento nelle bande S e Ka e può essere usata per le prove in orbita dei satelliti per telecomunicazioni. In particolare, la stazione dispone delle seguenti antenne:
- un'antenna parabolica da 15 metri di diametro per le telecomunicazioni in banda S;
- un'antenna parabolica da 13,5 metri di diametro per le telecomunicazioni in banda Ka;
- un'antenna parabolica da 2,4 metri di diametro per le telecomunicazioni in banda S.

Sono inoltre presenti altre antenne di proprietà di Eutelsat, tra cui:
- un'antenna parabolica da 9 metri di diametro per le telecomunicazioni in banda S;
- sei antenne paraboliche da 3,8 metri di diametro per le telecomunicazioni in banda Ku;